# How Do You Do (canción de Cascada)
«How Do You Do!» es una canción interpretada por la banda alemana de eurodance Cascada.Fue lanzada en septiembre de 2005 como cuarto sencillo de su álbum debut Everytime We Touch. Es una versión del tema original interpretado por el dúo sueco Roxette en 1992.
Esta versión entró en el top 50 del Ö3 Austria Top 40, pero no logró entrar en ninguna otra lista.

## Posicinamiento en listas
| País    | Lista (2006)           | Mejor posición |
| ------- | ---------------------- | -------------- |
| Austria | Austrian Singles Chart | 50             |

## Lista de canciones
- "How Do You Do" (Dance Radio Edit) - 2:51
- "How Do You Do" (Pop Airplay Mix) -  2:53
- "How Do You Do" (Radio Edit) -  3:18
- "How Do You Do" (Club Mix) -  5:06
- "How Do You Do" (Rob Mayth Radio Edit) -  3:57
- "How Do You Do" (Rob Mayth Remix) -  5:32
- "How Do You Do" (Megara Vs. DJ Lee Radio Edit) -  3:13
- "How Do You Do" (Megara Vs. DJ Lee Remix) -  7:07
- "How Do You Do" (Tune Up! Radio Edit) -  3:28
- "How Do You Do" (Tune Up! Remix) -  5:32
- "How Do You Do" (Verano Short Cut) -  3:30
- "How Do You Do" (Verano Fuzzy Styled Remix) -  6:02
- "How Do You Do" (Exr Reconstruction) -  5:59
- "How Do You Do" (Wanchu Remix) -  7:51